# Katafrakt

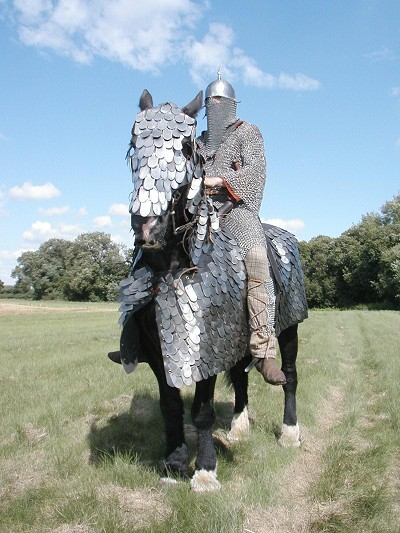
Sasanidzki katafrakt: jeździec nosi kolczugę, a koń okryty jest zbroją łuskową

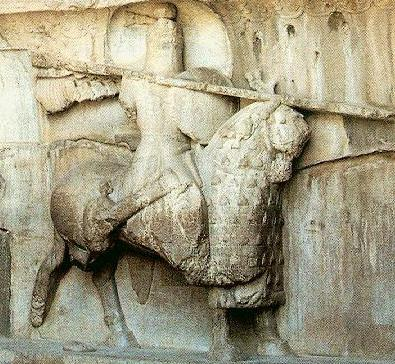
Katafrakt imperium Sasanidów (z rzeźby w Iranie)

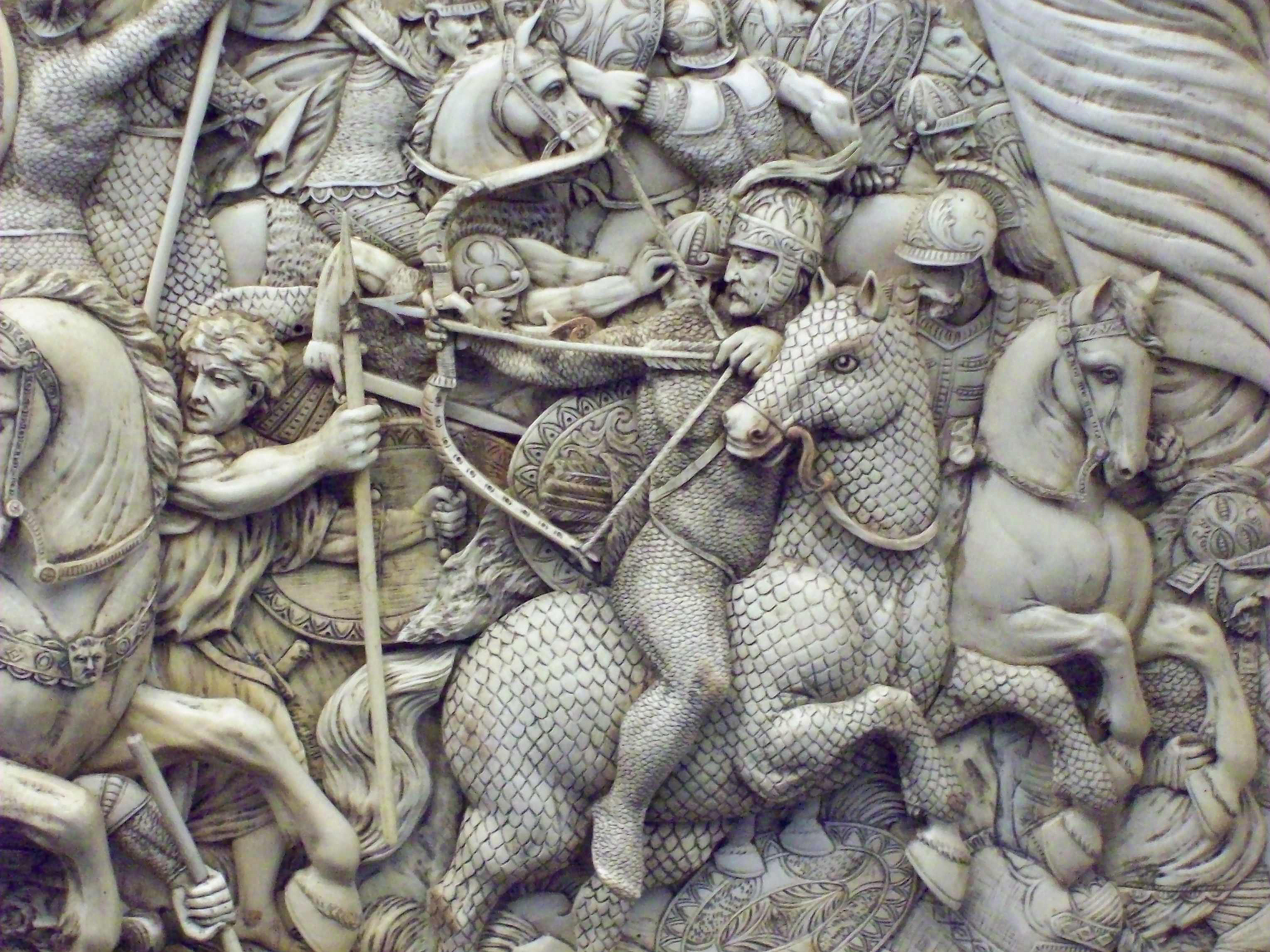
Katafrakt w pełnej zbroi łuskowej

Katafrakt (gr. κατάφρακτος kataphraktos – pokryty, osłonięty, opancerzony) – ciężki kawalerzysta w czasach starożytnych i w średniowieczu. Znany m.in. w wojskach Sarmatów, Partów, Seleukidów, Sasanidów, Arabów z Palmyry, Ormian, Rzymian i Bizantyńczyków.

## Uzbrojenie
Według Tytusa Liwiusza katafrakci stanęli po obu stronach falangi, a po prawej tuż obok agemy Antiocha III Wielkiego w bitwie pod Magnezją. Zazwyczaj byli uzbrojeni w długą na 4-4,5 m włócznię (kontos), miecz oraz łuk.
W wojskach partyjskich wyróżnili się szczególnie w bitwie pod Nisibis w 217 r.

## Sposoby przeciwdziałania

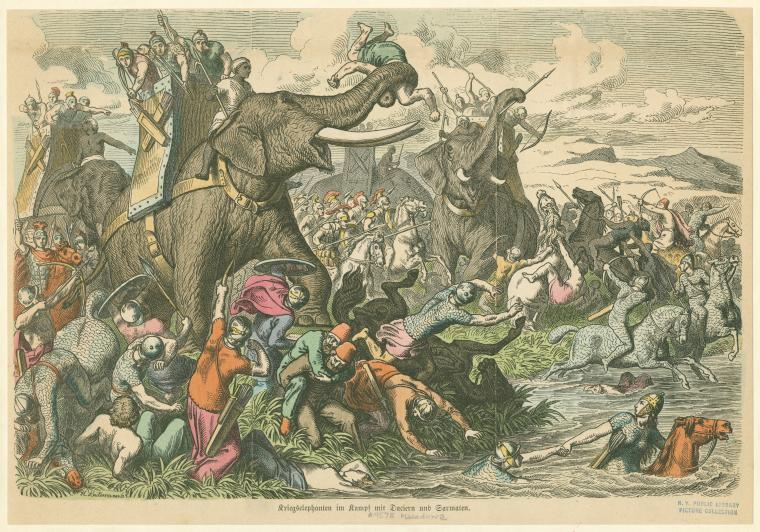
Słonie bojowe dzięki swojej masie potrafiły przewracać konie i tratować jeźdźców wywołując panikę, przed czym opancerzenie nie zabezpieczało.

W walce z katafraktami stosowano następujące środki:
- Ustawiano ciasno rzędy pali stanowiących skuteczną zaporę dla koni i zmuszających jeźdźca do walki pieszej, co obniżało jego skuteczność.
- Na polu walki umieszczano kolce raniące konie w nieosłonięte zbroją kopyta.
- Używano słoni bojowych płoszących wierzchowce.
- Katafraktów jako bardzo ciężką jazdę cechowała niewielka skuteczność w rejonach leśnych i podmokłych. Umieszczanie na ich drodze zamaskowanych dołów lub rowów skutecznie mieszało ich szyki, gdyż tak obciążone konie łatwo się przewracały.

## Zalety i wady
Zalety
- Pełna zbroja jeźdźca i wierzchowca sprawiała, że stanowili jednostkę bojową o dużej skuteczności.

Wady
- Koszt wyposażenia był tak wysoki, że władcy często używali ich jedynie jako gwardii przybocznej.

## Problemy
- Jeździec po utracie konia lub wielbłąda tracił praktycznie całą siłę bojową, a ciężka zbroja utrudniała walkę pieszo.
- Wierzchowiec był łatwy do przewrócenia ze względu na wagę własnej zbroi i jeźdźca.
- Pozbawienie jeźdźca kontroli nad koniem również powodowało utratę siły bojowej, dokonywano tego urywając bądź przecinając wodze.

## Wizerunek katafrakta z epoki
Na rysunku ściennym (grafitto) z II w. n.e., odkrytym w Dura Europos w Mezopotamii, jeździec nosi hełm szpiczasty, który często zdobiono małą chorągiewką (tzw. jałowiec), zbroję karacenową z watowanymi osłonami ramion, w prawej ręce trzyma włócznię, a u lewego boku ma łuk refleksyjny. Konia okrywa kropierz z naszytymi płytkami.

## Przypisy

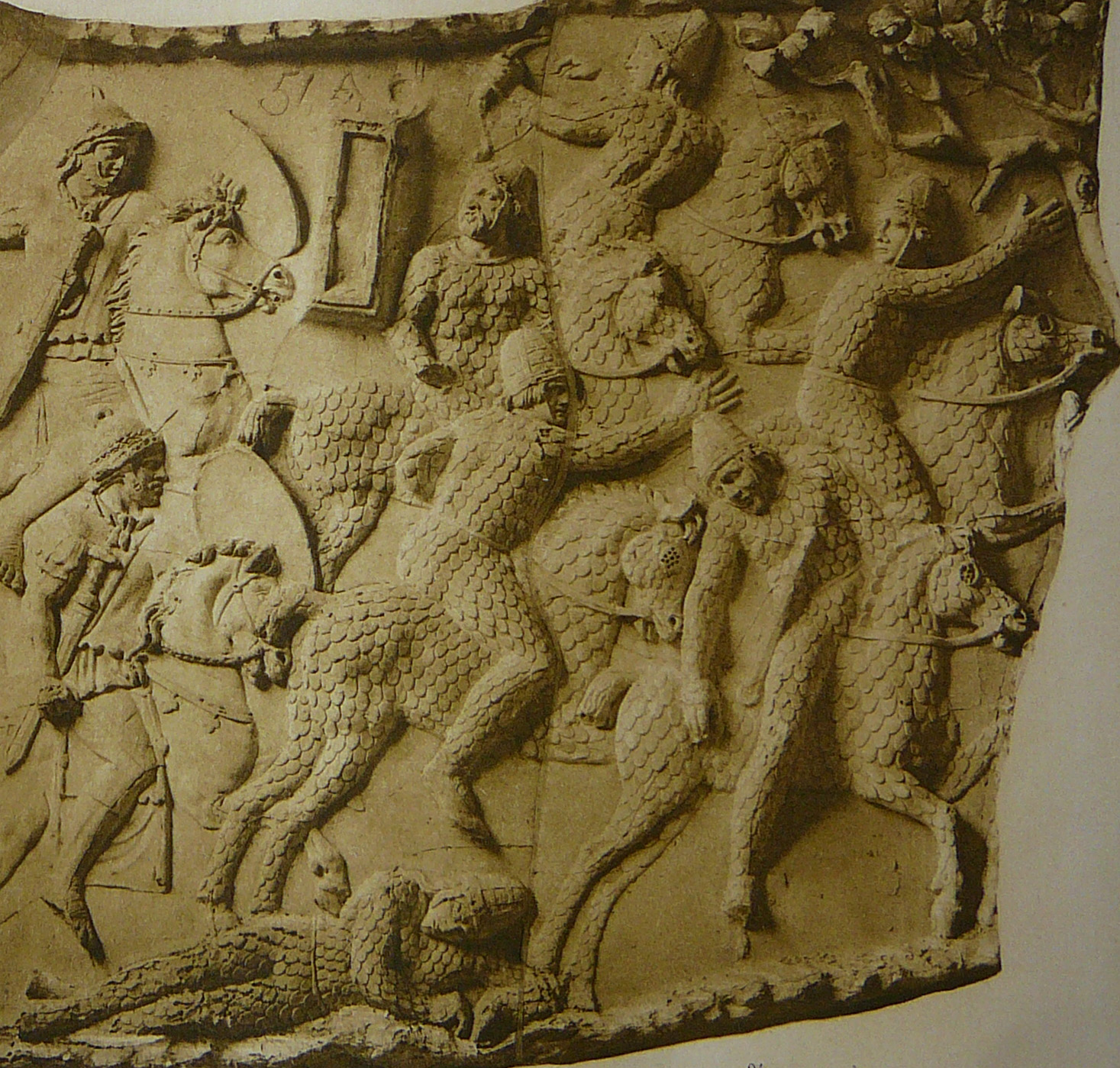
Katafrakci na koniach w pełnej zbroi łuskowej